# Katarzyna Broniatowska
Katarzyna Broniatowska (Polonia, 22 de febrero de 1990) es una atleta polaca especializada en la prueba de 1500 m, en la que consiguió ser medallista de bronce europea en pista cubierta en 2013.

## Carrera deportiva
En el Campeonato Europeo de Atletismo en Pista Cubierta de 2013 ganó la medalla de bronce en los 1500 metros, con un tiempo de 4:14.30 segundos, tras la sueca Abeba Aregawi y la española Isabel Macías (plata).